# Oscillateur commandé en tension
 (janvier 2020).
Si vous disposez d'ouvrages ou d'articles de référence ou si vous connaissez des sites web de qualité traitant du thème abordé ici, merci de compléter l'article en donnant les références utiles à sa vérifiabilité et en les liant à la section « Notes et références ».
Pour les articles homonymes, voir OCT et oscillateur.
L’oscillateur commandé en tension ou VCO (pour Voltage Controlled Oscillator) est un oscillateur électronique qui émet un signal périodique dont la fréquence se stabilise en fonction de la tension d'entrée.

## Applications
C'est un montage typiquement utilisé dans les boucles à verrouillage de phase. Il permet ainsi de gérer la fréquence de sortie de la boucle de verrouillage, asservie avec la fréquence d'entrée.
On retrouve également l'oscillateur commandé en tension en un ou plusieurs exemplaires dans les synthétiseurs analogiques. Pour cette application, la tension qui le commande dépend de la touche appuyée du clavier : la fréquence de l'oscillateur varie donc afin de générer les différentes hauteurs des notes de la gamme musicale.

## Différents types de VCO
Il existe différents types d'oscillateurs commandés en tension, notamment :
- les oscillateurs RC ;
- l'oscillateur LC avec  diode à capacité variable ;
- l'oscillateur à YIG (Yttrium Iron Garnet);
- Les oscillateurs à quartz : VXO.

## Les oscillateurs RC
Ces oscillateurs sont très utilisés en fréquences basses, en particulier sous forme de circuits intégrés (NE 567, par exemple). Principe : des amplificateurs opérationnels convertissent une entrée de tension en source de courant. Cette source de courant charge ou décharge un condensateur pour faire varier la période de l'oscillation. Parfois, la tension de commande agit sur un seuil de déclenchement de la charge/décharge du condensateur. 
Ni la stabilité de ces oscillateurs ni le bruit de phase n'égalent celle des oscillateurs LC. Pour ces raisons, ils ne sont pas employés pour générer des signaux de grande pureté spectrale.

## Oscillateur LC avec diodes a capacité variable

### Constitution
L'oscillateur LC avec diodes à capacité variable (varicap) commandé en tension est souvent utilisé dans les systèmes de radiocommunications sur les fréquences élevées et de ce fait doit présenter un bruit de phase minimum, d'autant plus que le canal de transmission est étroit. Méthodes de réduction du bruit de phase :
Cette réduction du bruit de phase peut être réalisée en utilisant une boucle à verrouillage de phase rapide : le spectre de bruit autour de la porteuse sera réduit de part et d'autre de cette porteuse, à une distance de la porteuse égale à la bande passante de la boucle de phase. L’inconvénient de cette méthode est bien sûr que le VCO ne peut plus être modulé directement en fréquence par des fréquences inférieures à la bande passante de la boucle de phase... Si on désire effectuer quand même cette modulation, il faudra soit moduler la référence de la boucle de phase, soit effectuer une modulation vectorielle en aval.
Dans les autres cas (boucle lente), on réduira le bruit de phase en respectant les conditions suivantes :
- transistor à faible bruit ;

- Q du circuit LC élevé. Y compris le Q en charge, obtenu en ouvrant la boucle de réaction; cela revient à peu coupler le transistor au circuit LC ;

- utilisation de transistors bipolaires pour réduire le bruit très proche de la porteuse ;

- niveau d'oscillation assez élevé. La limite est souvent constituée par la tension RF aux bornes de la diode à capacité variable, qui doit rester nettement inférieure à la tension de commande de cette diode. Dans certaines applications, on est obligé d'utiliser des tensions de commandes varicap de plusieurs dizaines de volts ;

- pour les pentes de VCO élevées, on fera enfin attention au bruit thermique ramené par les composants de la boucle : bruit de l'ampli opérationnel de la boucle, s'il existe. On calculera la tension de bruit thermique en sortie de boucle, qui multipliée par la pente du VCO donnera le bruit de phase apporté par la boucle. Une erreur communément faite consiste à placer une résistance de grande valeur pour introduire la tension sur la capacité variable : la tension de bruit thermique de cette résistance apporte un bruit de phase très large bande. On utilisera une résistance de faible valeur en série avec une inductance de choc, dont la fréquence de résonance parallèle sera centrée sur la bande de fonctionnement du VCO ; l'utilisation d'une inductance seule amène en général une oscillation sur la fréquence d'accord de cette inductance, et l'utilisation d'une résistance seule de quelques centaines d'ohms amortit le circuit...
- Le dessin ci-dessous donne un exemple de VCO construit avec un oscillateur Clapp, autour de 80 MHz.  La résistance R3 applique la tension de commande sur la varicap. On notera que si on utilise un transistor à fort Ft, il faudra que C1 et C6 soient très près du transistor, pour éviter des oscillations parasites en hyperfréquence.

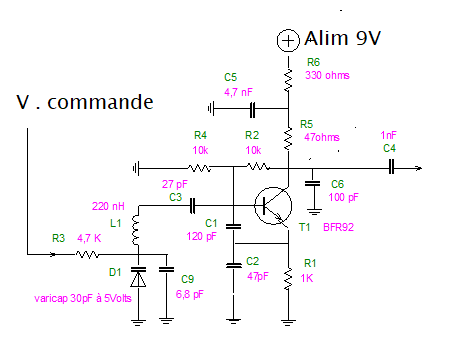
Exemple de VCO en VHF

### Fréquence minimum et fréquence maximum
La fréquence minimale est donnée par la tension inverse minimale appliquée sur la varicap (capacité variable), et la fréquence maximale par la tension maximale sur cette diode. Le couplage plus ou moins fort de la diode au circuit LC déterminera la bande couverte. La linéarité de la fréquence en fonction de la tension est obtenue en optimisant les capacités en série et en parallèle sur la diode varicap.

### Réjection des alimentations
Comme tout oscillateur, un VCO peut être sensible aux variations des tensions d'alimentation. La boucle de phase pourra compenser les variations lentes, mais un filtrage de l'alimentation sera nécessaire pour les fréquences supérieures à la bande passante de la boucle de phase.

### Réjection du bruit substrat
Pour les VCO de fréquences élevées, on constate une modulation de fréquence parasite due aux vibrations. Il faudra utiliser une self (ou une ligne) rigide, voire englobée dans un substrat à faible pertes diélectriques, mais amortissant les vibrations. Certains condensateurs peuvent également apporter cet effet "microphonique". Enfin, pour les hyperfréquences, on peut constater des bruits de dilatation du substrat, lors de changement de températures ; ces bruits peuvent être source d'erreurs en transmission de données.

### Caractéristiques techniques à prendre en compte
- bande couverte ;
- niveau de sortie ;
- sensibilité aux variations de tension  d'alimentation non rattrapées par la boucle ;
- point d'entrée de la FM (modulation de fréquence) éventuelle ;
- linéarité de la fréquence en fonction de la tension de commande des diodes varicap ;
- bruit de phase ;
- sensibilité aux vibrations
- plage de la tension de commande.

## Oscillateurs à YIG
Les oscillateurs YIG utilisent la propriété d'une bille de Grenat d'Yttrium de résonner sur une fréquence fonction du champ magnétique dans lequel elle est plongée.
En pratique, la bille YIG est placée au centre d'une bobine plate parcourue par un courant qui génère le champ magnétique. Les oscillateurs YIG se caractérisent par une très large bande couverte dans la gamme des hyperfréquences(plusieurs octaves) .
Ces caractéristiques, malgré leur prix élevé, en font une solution de choix pour les appareils devant couvrir de très large gammes en hyperfréquences, comme les analyseurs de spectre, les générateurs de laboratoire, etc.

## Les oscillateurs à quartz: VXO
Il est possible de faire varier la fréquence d'un oscillateur à quartz, mais dans de faibles proportions. 
Il y aura toujours la diode à capacité variable qui devra représenter une partie importante de la capacité d'accord d'un circuit LC en série avec le quartz. Le circuit LC devra comporter une inductance importante et une capacité faible. Les quartz permettant des déviations importantes de leur fréquence sont les quartz  de fréquences de plusieurs dizaines de MHz en mode "fondamental", à l'exclusion des overtones.